# Dick Advocaat
Dirk Nicolaas „Dick” Advocaat (wym. [ˈdɪk ɑtfo(ʊ̯)ˈkaːt]; ur. 27 września 1947 w Hadze) – holenderski trener piłkarski i piłkarz, który występował na pozycji pomocnika.

## Kariera piłkarska
Jako zawodnik grał najczęściej w holenderskich klubach drugiej ligi lub w zespołach walczących o utrzymanie w Eredivisie. W 1968 roku w barwach ADO Den Haag zdobył Puchar Holandii.

## Kariera szkoleniowa
Na początku lat 80. rozpoczął pracę szkoleniową w amatorskim DSV Pijnacker, ale niedługo potem został etatowym pracownikiem KNVB, gdzie przez wiele lat współpracował z Rinusem Michelsem. Był jego asystentem w czasie, kiedy ten prowadził reprezentację Holandii; z tego okresu Advocaatowi zostało przezwisko „Mały Generał” (Michelsa nazywano „Dużym Generałem”). Ponadto od 1985 do 1986 pomagał następcy Michelsa, Leo Beenhakkerowi. Następnie samodzielnie opiekunem klubów niższych lig – Haarlemu i FC Dordrecht.
Jednocześnie od 1990 roku znów pomagał Michelsowi w pracy z drużyną narodową. Bliska znajomość z Michelsem umożliwiła mu w 1992 roku przejęcie po nim obowiązków trenera kadry. Chociaż początkowo miał ją prowadzić tylko w eliminacjach do Mundialu 1994, to – w dużej mierze dzięki wstawiennictwu Michelsa – pracował z nią także podczas mistrzostw, na których Pomarańczowi doszli do ćwierćfinału. W czasie kwalifikacji szkoleniowiec pożegnał się z doświadczonymi piłkarzami (Hans van Breukelen, Adrie van Tiggelen) i powoli wprowadzał do kadry młodych zawodników z Ajaksu Amsterdam. W grupie eliminacyjnej Holandia zajęła drugie miejsce, wyprzedzając m.in. Anglię, Polskę oraz Turcję, co oznaczało bezpośredni awans do turnieju. Na mistrzostwach Holendrzy przegrali w ćwierćfinale z późniejszymi triumfatorami Brazylijczykami, a niemal codziennie do prasy przedostawały się informacje, że w kadrze panuje fatalna atmosfera, a trener nie daje sobie rady z rozkapryszonymi i wykłócającymi się o wszystko zawodnikami. Niedługo po turnieju Advocaat złożył rezygnację, a misję budowy nowej reprezentacji przejął po nim Guus Hiddink.
Przez kolejne trzy lata prowadził PSV Eindhoven, z którym wywalczył mistrzostwo Holandii. W 1998 roku przyjął propozycję ze Szkocji i tam – trochę na uboczu wielkiego futbolu – udanie kontynuował dzieło rozpoczęte przez Waltera Smitha, umacniając pozycję Rangers na krajowych boiskach.
Pod koniec 2001 roku po przegranych eliminacjach do Mundialu 2002 z funkcji selekcjonera Pomarańczowych zrezygnował Louis van Gaal. Przez wiele tygodni szefowie federacji prowadzili rozmowy z kilkoma znanymi szkoleniowcami, ale każdy z nich odmawiał. Wybór więc ponownie padł na Advocaata, przed którym postawiono zadanie, wzorem jego wielkiego poprzednika i nauczyciela Michelsa, zdobycia mistrzostwa Europy. Na Euro 2004 Holendrzy doszli do półfinału, przegrywając po wyrównanym meczu z Portugalczykami. W Kraju Tulipanów taki wynik uznano jednak za porażkę, tym bardziej że Advocaat mocno naraził się kibicom i komentatorom już w grupowym meczu z Czechami, kiedy to prowadząc 2:0 pozwolił sobie na nieodpowiedzialne zmiany kadrowe i taktyczne, i w efekcie Holandia przegrała 2:3. Na jego następcę wyznaczono Marco van Bastena.
Pod koniec 2004 roku został trenerem Borussii Mönchengladbach. Po siedemnastu kolejkach podał się do dymisji, zostawiając zespół na piętnastym miejscu w lidze.
Wkrótce potem przyjął propozycję pracy z reprezentacją Zjednoczonych Emiratów Arabskich. Jednak w tym samym czasie z funkcją selekcjonera Korei Południowej zrezygnował jego rodak Johannes Bonfrère i to właśnie Advocaatowi Koreańczycy zaproponowali przygotowanie swojej reprezentacji do Mundialu 2006. Holender bez większych przeszkód wycofał się z poprzedniej umowy i poprowadził reprezentację Korei na niemieckim turnieju. Jego podopieczni nie powtórzyli wyniku z 2002 roku, kiedy zajęli czwarte miejsce i zakończyli swój udział na fazie grupowej, na trzecim miejscu po jednej wygranej (2:1 z Togo), remisie (1:1 z Francją) i porażce (0:2 ze Szwajcarią).
Po mistrzostwach wraz ze swoim rodakiem Guusem Hiddinkiem wyjechał do Rosji, gdzie został trenerem Zenitu Petersburg. Po półtora roku swojej pracy doprowadził klub, w którym występowali wówczas m.in. Anatolij Tymoszczuk, Ivica Križanac oraz reprezentanci Rosji: Władisław Radimow, Wiaczesław Małafiejew i Aleksandr Aniukow, do pierwszego w historii tytułu mistrza Rosji. W sezonie 2007/2008 jego podopieczni grali równie skutecznie na boiskach europejskich. Po wyeliminowaniu m.in. Standardu Liège, Villarreal CF, Olympique Marsylia, Bayeru 04 Leverkusen oraz Bayernu Monachium dotarli do finału Pucharu UEFA. W ostatnim meczu rozgrywek wygrali 2:0 z Rangers. Z funkcji trenera Zenitu został zwolniony 10 sierpnia 2009.
Dwa miesiące później zastąpił Franky’ego Vercauterena na stanowisku selekcjonera reprezentacji Belgii. W grudniu zaś okazało się, że będzie łączył je z pracą w AZ Alkmaar. W 2010 roku objął stanowisko selekcjonera reprezentacji Rosji, z którym to zespołem awansował na Euro 2012. Na Euro 2012 Rosjanie zakończyli turniej na trzecim miejscu w grupie. 1 lipca 2012 został po raz drugi trenerem PSV Eindhoven.
W październiku 2013 roku podpisał roczny kontrakt z AZ Alkmaar. Zastąpił on na stanowisku zwolnionego Gertjana Verbeeka.
Od 22 lipca do 15 listopada 2014 był selekcjonerem reprezentacji Serbii.
Następnie prowadził angielski Sunderland, a w 2016 roku został szkoleniowcem tureckiego Fenerbahçe SK.
9 maja 2017 ogłoszono, że od 1 czerwca Advocaat po raz trzeci poprowadzi reprezentację Holandii i tym samym zakończy pracę w Fenerbahçe. W listopadzie 2017 roku po tym, jak nie zdołał się zakwalifikować z reprezentacją na MŚ 2018, zrezygnował ze stanowiska selekcjonera reprezentacji.
W styczniu 2024 podano, że Advocaat zostanie selekcjonerem reprezentacji Curaçao i poprowadzi ją w eliminacjach mistrzostw świata 2026.

## Sukcesy szkoleniowe
- Holandia
- ćwierćfinał Mundialu 1994
- półfinał Euro 2004
- PSV Eindhoven:
- mistrzostwo Holandii 1997
- Puchar Holandii 1996
- Superpuchar Holandii 1996 i 1997
- Rangers FC
- mistrzostwo Szkocji 1999 i 2000
- Puchar Szkocji 1999 i 2000
- Puchar Ligi Szkockiej 1999
- Zenit Petersburg
- mistrzostwo Rosji 2007
- Superpuchar Rosji 2008
- Puchar UEFA 2008